# Macon (Misisipi)
Macon es una ciudad del Condado de Noxubee, Misisipi, Estados Unidos. Según el censo de 2000 tenía una población de 2.461 habitantes y una densidad de población de 629.3 hab/km².

## Demografía
Según el censo de 2000, había 2.461 personas, 906 hogares y 587 familias residiendo en la localidad. La densidad de población era de 629,3 hab./km². Había 1.015 viviendas con una densidad media de 259,5 viviendas/km². El 31,49% de los habitantes eran blancos, el 67,33% afroamericanos, el 0,20% amerindios, el 0,41% asiáticos, el 0,08% de otras razas y el 0,49% pertenecía a dos o más razas. El 0,41% de la población eran hispanos o latinos de cualquier raza.
Según el censo, de los 906 hogares en el 32,6% había menores de 18 años, el 34,0% pertenecía a parejas casadas, el 27,5% tenía a una mujer como cabeza de familia, y el 35,1% no eran familias. El 33,1% de los hogares estaba compuesto por un único individuo, y el 16,3% pertenecía a alguien mayor de 65 años viviendo solo. El tamaño promedio de los hogares era de 2,53 personas y el de las familias de 3,25.
La población estaba distribuida en un 28,9% de habitantes menores de 18 años, un 10,3% entre 18 y 24 años, un 27,8% de 25 a 44, un 16,2% de 45 a 64, y un 16,8% de 65 años o mayores. La media de edad era 33 años. Por cada 100 mujeres había 82,6 hombres. Por cada 100 mujeres de 18 años o más, había 80,5 hombres.
Los ingresos medios por hogar en la localidad eran de 20.800 dólares ($), y los ingresos medios por familia eran 26.696 $. Los hombres tenían unos ingresos medios de 22.969 $ frente a los 16.898 $ para las mujeres. La renta per cápita para la ciudad era de 12.568 $. El 36,0% de la población y el 29,2% de las familias estaban por debajo del umbral de pobreza. El 50,3% de los menores de 18 años y el 21,8% de los habitantes de 65 años o más vivían por debajo del umbral de pobreza.

## Geografía
Según la Oficina del Censo de los Estados Unidos, la localidad tiene un área total de 3,9 km², todos ellos correspondientes a tierra firme.